# Arthrodinus obesus
Arthrodinus obesus is een keversoort uit de familie zwartlijven (Tenebrionidae). De wetenschappelijke naam van de soort is voor het eerst geldig gepubliceerd in 1838 door Brullé.